# Гай Азиний Поллион (консул 23 года)
Гай Азиний Поллион (лат. Gaius Asinius Pollio; до 11 года до н. э. — после 45 года н. э.) — римский консул 23 года.
Отцом Гая Азиния Поллиона был консул 8 года до н. э. Гай Азиний Галл, а матерью — Випсания Агриппина. Возможно, является отцом Гая Азиния Плацентина.
В 20 году Гай Азиний Поллион занимал должность претора, а в 23 году — ординарный консул с коллегой Гаем Антистием Ветом.
В 28—29 годах — проконсул Азии.
В 45 году Гай Азиний Поллион был обвинён Мессалиной в заговоре и убит.